# ريتشارد إم. كيتشام
ريتشارد إم. كيتشام (بالإنجليزية: Richard M. Ketchum)‏ هو مؤرخ أمريكي، ولد في 1923، وتوفي في 2012.